# Nicolaus Johannis Kylander
Nicolaus Johannis Kylander, död 1644 i Mjölby församling, Östergötland, var en svensk präst i Mjölby församling.

## Biografi
Nicolaus Johannis Kylander var son till kyrkoherden Johannes Kylander och Ingel Hemmingsdotter i Rappestads församling. Han prästvigdes 6 december 1605 och blev 1615 kyrkoherde i Mjölby församling. Kylander avled 1644 i Mjölby församling.
Kylander var gift och fick barnen assessorn Håkan Cederqvist (1615–1655) i Göta hovrätt, komministern Olaus Kylander i Gammalkils församling, Brita Kylander som var gift med kyrkoherdarna Jonas Neokylander, Jonas Petri Falkius och Petrus Corylander i Kullerstads församling och Elin Kylander (död 1675) som var gift med klockaren i Gammalkils församling.